# Auntie Lan
 (octobre 2018).
Si vous disposez d'ouvrages ou d'articles de référence ou si vous connaissez des sites web de qualité traitant du thème abordé ici, merci de compléter l'article en donnant les références utiles à sa vérifiabilité et en les liant à la section « Notes et références ».

Auntie Lan est un film hongkongais réalisé par Yueh Feng, sorti en 1967 au cinéma.

## Synopsis
Wen-lan, une jeune fille brune de la moyenne bourgeoisie, partage ses faveurs entre deux jeunes étudiants prometteurs, le beau You-wen (Wang Yu) et le moins beau Jing-ping (Chiao Chuang). Elle ne laissera pas non plus indifférent m. Liang, un riche manager.
L'irruption du destin et de la biologie qui vient brouiller les cartes et rebattre le jeu va forcer les protagonistes à remettre en question leurs a priori et leurs choix sociétaux, moraux et sentimentaux.

## Fiche technique
- Titre : Auntie Lan
- Réalisation : Yueh Feng
- Scénario : Yueh Feng
- Musique : Wang Foo-ling, avec des emprunts non crédités à Guy Béart (L'eau vive) et Narciso Yepes (Jeux interdits)
- Société de production : Shaw Brothers
- Pays d'origine : Hong Kong
- Format : Couleurs - 2,35:1 - Mono - 35 mm
- Genre : drame
- Durée : 104 min
- Date de sortie : 1967

## Distribution
- Paul Chang Chung : M. Liang, un riche manager
- Fang Yin : Jin Wen-lan, une jeune bourgeoise
- Wang Yu : He You-wen, un jeune étudiant au phénotype favorable, issu d'une famille très aisée
- Chiao Chuang: Yang Jing-ping, un étudiant en architecture, ami du précédent mais moins favorisé par la nature et la société
- Lily Ho : une cousine de M. Liang (cameo promotionnel gratuit)
- Chen Yen-yen : madame Jin, mère de Wen-lan